# Областни управители на правителството на Жан Виденов
Областни управители в България на правителството на Жан Виденов от 1995 г. до 18 февруари 1997 г.:

## Областни управители от 1995
- Радостин Иванов Димитров – област Бургас
- Кирил Петров Йорданов – област Варна[1]
- Владимир Пенчев Попов – област Ловеч
- Иван Борисов Цонев – област Монтана
- Петко Стоянов Царев – област Пловдив
- Веселин Василев Заяков – област Русе
- Тодор Иванов Костадинов – област София
- Александър Михайлов Балабанов – Софийска област
- Ангел Петров Найденов – област Хасково